# Хубертусбургски мир
Хубертусбургският мир (на немски: Frieden von Hubertusburg) представлява мирен договор, подписан между Прусия, Австрия и Саксония на 15 февруари 1763 г. Договорът е подписан в саксонския дворец Хубертусбург и слага край на Седемгодишната война. Конфликтът не променя сериозно границите в Европа. Силезия остава пруска, а Прусия се утвърждава измежду Великите сили.
Договорът между Прусия и Саксония включва 11 члена и три отделни споразумения, а този между Прусия и Австрия – 21 члена и две допълнителни тайни споразумения.
Фразата „Хубертусбургски мир“ понякога се използва като символ на договор, който възстановява ситуацията отпреди началото на определен военен конфликт.